# 李建新 (物理学家)
李建新，南京大学教授，主要从事凝聚态物理的理论研究，中华人民共和国教育部2008年度“长江学者”特聘教授。

## 生平
1993年获得武汉大学博士学位，曾在加州大学伯克利分校担任访问学者。